# Giovanni Pachino
Giovanni Pachino (Fratta, ... – Perugia, 1444) è stato un giurista italiano.

## Biografia
Giovanni Pachino (o Paghino) nacque a Fratta oggi Umbertide verso la fine del XIV secolo. Fin da giovane si dedicò allo studio delle discipline giuridiche tanto da meritarsi il titolo di "Splendore della italiana Giurisprudenza". Per la sua dedizione alle scienze giuridiche fu insignito di diverse onorificenze da principi e personaggi autorevoli.
Nel XIV secolo si recò presso la corte del Duca Federico Maria Visconti dove, ricevette l'incarico di Gran Maestro di tutte le rendite ducali.
Nel 1443 si stabilì a Perugia città nella quale divenne cittadino onorario. Fu descritto negli Annali Perugini come "egregius et famosissimus legum doctor". 
Morì a Perugia nel 1444.